# RFM-аналіз
RFM аббревіатура (англ. Recency Frequency Monetary — давність, частота, гроші) — сегментація клієнтів у аналізі збуту за лояльністю.
Визначає три групи:
- Recency (давність) — давність угоди, чим менше часу минуло з моменту останньої активності клієнта, тим більша ймовірність, що він повторить дію
- Frequency (частота) — кількість транзакцій, чим більше дій виконує клієнт, тим більша ймовірність того, що він повторить їх в майбутньому
- Monetary Value (грошова цінність) — сума угод, чим більше грошей було витрачено, тим більша ймовірність того, що він зробить замовлення

Крім того, можна визначити категорії для кожного атрибуту. Наприклад, Recency (давність) може бути розбита на три категорії: клієнти, які здійснювали покупки протягом останніх 90 днів; між 91 і 365 днями; і довше 365 днів. Такі категорії можуть бути похідні від правил ведення бізнесу або використання методів обміну даними, щоб знайти значущі перерви.
Після того, як для кожного з атрибутів визначені відповідні категорії, сегменти створюються з перетину значень. Якби для кожного атрибута було три категорії, то отримана матриця мала б двадцять сім можливих комбінацій (один з підходів використовує п'ять блоків для кожного атрибуту, що дає 125 сегментів). Компанії також можуть вирішити згортати певні підсегменти, якщо градації здаються занадто малими, щоб бути корисними. Отримані сегменти можуть бути впорядковані від найцінніших (найвища відвідуваність, частота та значення) до найменш цінних (найнижча кількість відвідувань, частота та значення).

## Варіації
RFD — давність, частота, тривалість — це модифікована версія RFM-аналізу, яка може бути використана для аналізу поведінки споживачів, орієнтованих на глядацьку аудиторію / читацьку аудиторію / серфінг (наприклад, кількість часу, який серфер проводить у Вікіпедії).
RFE — давність, частота, залучення — це більш широка версія RFD-аналізу, де атрибут Залучення може включати тривалість відвідування, кількість відвіданих сторінок за сеанс чи інші подібні показники.
RFM-I — давність, частота, грошова цінність-взаємодія — це версія звичайного RFM, модифікована для врахування давності та частоти маркетингових взаємодій з клієнтом (наприклад, для контролю можливих стримуючих ефектів спричинених частою рекламною діяльністю).
RFMTC — давність, частота, грошова вартість, час, коефіцієнт відтоку — розширена модель RFM. Модель використовує послідовність Бернуллі з теорії ймовірностей у формулах для розрахунку ймовірності того, що клієнт зробить покупки під час наступної рекламної або маркетингової кампанії.